# Soleil levant (roman)
Pour les articles homonymes, voir Soleil levant.
Soleil levant (titre original : Rising Sun) est un roman policier de Michael Crichton, publié en 1992.

## Résumé
À Los Angeles, une prostituée est retrouvée assassinée pendant une réception donnée dans les bureaux d’une entreprise japonaise. Le capitaine John Connor, féru de culture nippone, et le lieutenant Web Smith sont chargés d'enquêter auprès des expatriés japonais...

## Adaptation
- 1993 : Soleil levant (Rising Sun), film américain réalisé par Philip Kaufman, tiré du roman de Michael Crichton, avec Sean Connery, Harvey Keitel et Wesley Snipes.